# Денауское бекство
Денауское бе́кство или Денауский вилайет (узб. Denov bekligi / Denov viloyati тадж. Бекигарии Деҳнав) — административная единица в составе Бухарского эмирата, на территории современного Узбекистана. Административным центром являлся Денау.